# ブラックラッシュ
ブラックラッシュ（Blacklash、本名：マーク・スカーロッティ）は、マーベル・コミック社の漫画に登場する架空の人物である。以前はウィップラッシュ（Whiplash）の名で知られていた。初登場はスタン・リーとジーン・コランによる『Tales of Suspense #97』（1968年6月）である。

## 出版史
マーク・スカーロッティ（Mark Scarlotti）は元々スターク・インターナショナルズ・シンシナティ支店の天才的な電気技術者だったが、ぜいたくな生活を望んでプロの犯罪者となる。彼自ら設計した服と精巧な金属のむちを身に付けてウィップラッシュとなり、犯罪組織マッジャに所属する兵器デザイナー、スペシャル・エージェント、および暗殺者となる。マッジャを代表して、ウィップラッシュはヒーローのアイアンマン、マッジャのギャンブル船を攻撃しているAIMのエージェントと戦う。
スカーロッティはスターク・インターナショナルズ・シンシナティ・プラントでマッジャに秘密の仕事に割り当てられ、Head of Researchになる。ウィップラッシュとしてマッジャをやめて、スカーロッティは次にアイアンマンとの別の決定的でない戦いを以て現場から逃げた。ウィップラッシュは仲間のスーパーヴィランのメルターとマン・ブルと共に、他に次元の悪人のブラック・ラマによって結成されたデス・スクワッドに加入しアイアンマンと戦う。彼らはブラック・ラマのGolden Globe of Powerを勝ちとるために「スーパーヴィラン・ウォー」に突入するが、すべて破られる。
ウィップラッシュは再びマッジャに加わりニュージャージー州でスパイダーマン及びアイアンマンと戦うが、自警団員のWraithによって破られる。犯罪王ジャスティン・ハマーがウィップラッシュをメルターと初代ブリザードと共に雇いアトランティックシティカジノの強盗を試みたが、アイアンマンによって止められた。ウィップラッシュはハマーによって刑務所から釈放され、ハマーの服を着せられた工員のひとりとして、ほとんど勝ち目がないにもかかわらず再びアイアンマンと戦う。
スカーロッティはハマーによって融資された無名の共同体にスターク社の従業員のヴィク・マルティネッリを殺すために再度雇われ、アップグレードした服、武器、および新しい名前「ブラックラッシュ」を提供される。アップグレードしたにもかかわらずスカーロッティはアイアンマンに敗北し、雇い主の前に引きずられることによって辱しめられた。スカーロッティはマスターヴィランのマッドティンカーにウィップラッシュとして雇われ、ニューヨーク病院で休んでいるザ・シングを殺し損ねた。
スカーロッティは結局、刑務所の精神科医によって躁鬱病と診断された。改心を試みるが彼の故郷の両親と居住者によって拒絶され、スカーロッティは再びブラックラッシュになった。ブラックラッシュはマッジャで暗殺を企てるがウォーマシーンとスパイダーマンによって阻止される。スパイダーマンはもう一度ブラックラッシュを破り、また強盗を遂行している間にキャプテン・アメリカによって逮捕される。スーパーヴィランチームの「シニスター・シンジゲート」に加わった後、スパイダーマンを殺し損ね、ジャスティン・ハマーによって再雇用されてビートルと二代目ブリザード共にハマーの元エージェントのフォースを暗殺するために送られた。しかしながらアイアンマン、ジェームズ・ローディ、およびフォースはその三人組を破った 。
スカーロッティはアイアンマンとジェームズ・ローディと共に破壊活動家に対して働くために送られるが、アイアンマンに反抗する。スパイダーマンのヴィランであるライノと共に、盗んだ武器をハマーに返さないスコーピオンを倒した 。
スカーロッティは犯罪者としてのアイデンティティを放棄すると決め、結婚して子供を持った。スカーロッティは金の不足によって再びやむを得ずアイデンティティを得て、結果彼は暗殺者のターゲットになった。アパートに戻るとき、その暗殺者は妻を殺した。ブラックラッシュとしてのスカーロッティは暗殺者を見つけて殺し、永遠にブラックラッシュとしてのアイデンティティを捨てると誓う。しかしながらスカーロッティはスタークのライバルによって雇われ、アップグレードした服と新しい武器と共にウィップラッシュに戻る。ウィップラッシュは機能停止中のアイアンマンと遭遇して戦うが、数週間後にアイアンマンの新型のアーマーの暴走によって殺される。
シビル・ウォーの間、ウィップラッシュとブラックラッシュと呼ばれる2人の新しいヴィランが現れるが、どちらもマーク・スカーロッティとは関係が無い。そのふたりは強制的にサンダーボルトに編成された。

## パワーと能力
ジャスティン・ハマーの提供によりブラックラッシュは防弾服を着ており、また弾丸から向きをそらしたり、堅くしてヌンチャクや棒高跳のポールとして使えるサイバネティックスで制御された1組のチタニウムのムチを持っている。またブラックラッシュは兵器袋の中に、反重力ボーラと、彼の長手袋から電気エネルギーを解放するネクロ・ラッシュを含むさまざまな装置を入れて持ち運んでいる。スカーロッティは研究技師であり、大学で兵器工学者として設計している。

## 他のバージョン

### アルティメット・マーベル
この並行世界では、ビジネスマンのマーク・スコットが軍事の契約法のために彼の会社のウィップラッシュを通してトニー・スタークと競争している。

### Iron Man Vs. Whiplash
映画『アイアンマン2』に先駆けて発売された『Iron Man Vs. Whiplash』では、ウィップラッシュことアイヴァン・ヴァンコとトニーの出会いが詳細に描かれている。また、名前がアントン・ヴァンコに変更されている。

## MCU版
MCUの『アイアンマン2』では、ミッキー・ロークが、スターク一家に恨みを持つイワン・アントノヴィッチ・ヴァンコ/ウィップラッシュ（Ivan Antonovich Vanko / Whiplash）を演じる。
ヴァンコ/ウィップラッシュはロシア人ヴィランのクリムゾン・ダイナモの要素が組み込まれている。

### キャラクター像
ロシア人物理学者兼エンジニアで、アントン・ヴァンコの息子。生年月日は1968年2月15日。トニー・スターク/アイアンマンの父親であるハワード・スタークに対する怨恨をアントンから聞いて育った。ソ連時代にプルトニウムをパキスタンに売ったことで有罪判決を受け、15年間刑務所に服役した経歴を持つ。
全身にロシア文字のタトゥーが彫られた屈強な肉体が特徴で、口数は少ないがロシア語訛りの英語とロシア語で会話する。大抵のことにも全く動じず、爪楊枝を口に咥えていることが多いが、厳つい外見とは裏腹にキバタンを飼育して可愛がっている。

### 能力
父親から伝授された抜群の機械工学の技術だけでなく、生身でも自身と同等の体躯を持つ者たちをまとめて容易く殺害できる高い格闘戦能力と、トニーがパラジウムの毒素に侵されていることを見抜くほどの鋭い洞察力を持ち、さらにコンピューターのハッキング技能にも長けているなど、多彩な男である。

### ウィップラッシュ・アーマー（Whiplash Armor）
ヴァンコがトニーを抹殺するために自ら作り上げたアーマー。マーク1と2の2種類が登場したが、双方とも小型アーク・リアクターを動力源とし、電磁鞭の“エレクトリカル・デス・ウィップ”を両腕部に搭載している。
マーク1
ヴァンコが父の死後に6ヶ月掛けて製作したアーマー。骨組みと革ベルトを組み合わせたようなハイドロリック・エクソスケルトン型の武装で、父が残していた設計図から独力で作り上げたリアクターから、毎秒1サイクルのリパルサー波をイオン・プラズマに通してエネルギーに変換し、エレクトリカル・デス・ウィップに流し込む。そのウィップは一振りでレーシングカーをも真っ二つに両断し、“アイアンマン・アーマー マーク5”も損傷させるほどの威力を発揮するが、上半身のみを簡易に覆っているので自動車の突進でも装着者がかなりのダメージを受けてしまうほど、アーマー自体の防御力は低い。
ヴァンコがモナコでトニーを襲撃した際に、地肌の上に装着して使用。トニーが装着したアイアンマン・アーマー マーク5を損傷させるものの威力不足により、ウィップをからめとられ投げ飛ばされ、リアクターを引き抜かれたことで機能停止する。またリアクターを調べ握りつぶしたトニーは、「リアクターの性能が自分のものには劣るが、コピー品としては合格」とも評した。
マーク2
ヴァンコがジャスティン・ハマーと結託し、ハマー・インダストリーズ本社研究所の設備を利用し、“ハマー・ドローン”開発と並行して（ハマーには秘密で）開発した新たなウィップラッシュ。トニーの評価をヒントに改良した新たなリアクターを、ハマー社製の試作品アーマーのうちの1機に搭載し完成させた。ドローンよりも若干体格が大型で、ヘルメットデザインは改造前と同型。ヘルメット内部のディスプレイの色は白と緑が入り混じっている。エレクトリカル・デス・ウィップはマーク1よりも太く長くなり、伸縮機能も追加され、リアクターのサイクル倍増に伴い、その威力は飛躍的に上昇しており、全身を覆うアーマーとなったため防御力も真っ当なものとなった。更に脚部分のアウトリガーや、飛行機能に自爆装置まで、戦闘的な機能を多数搭載している。
ドローンを撃破したトニーとジェームズ・“ローディ”・ローズ/ウォーマシンの元に飛来し2人を苦戦させたが、両者のパーティでの一件で経験した連携による攻撃で戦闘不能となる。最後は2人を巻き込もうとヴァンコにより自爆させられた。

### 描写
『アイアンマン2』
日本語吹替 - 菅生隆之（劇場公開版）、磯部勉（テレビ朝日版）
トニーのアイアンマンの正体公表とほぼ同時期に、モスクワにある住居の安アパートでアントンの死を看取り、トニーへの復讐を決意し、6ヶ月掛けて小型アーク・リアクターとウィップラッシュ・アーマー マーク1を製作。“テン・リングス”の手先から“ボリス・ツルゲノフ”の偽名が記載された偽造パスポートを得て、モナコへ飛んだ。そしてサーキットで整備士に扮し、ウィップラッシュ・アーマー マーク1を起動させてF1レーサーたちやトニーを襲撃する。だがアイアンマン・アーマー マーク5を装着したトニーに敗れ、「お前は負けたんだ！」と叫んで留置場に捕らわれた。
だがトニーの尋問に答えて暫くすると、ハマーの手引きで事故死したように見せかけて脱走。ハマーの交渉に乗り、ハマー社の研究所で試作されていた多数のアーマーをドローンや、ウィップラッシュ・アーマー マーク2へと改修した。改修に成功すると、ハマーを騙して彼の目を盗み、トニーに電話で宣戦布告する。
そして“スターク・エキスポ”会場でハマーが出品したドローン全機と“ウォーマシン・アーマー マーク1”を遠隔操作し、会場の通信回線も接続妨害して、会場に駆け付けたトニーを襲撃させた。そこにナターシャ・ロマノフ/ブラック・ウィドウとハッピー・ホーガンがハマー社の研究所に乗り込んで来たため、ウィップラッシュ・アーマー マーク2を装着してその場を後にし、ドローン全機を撃破したトニーとローディに決戦を挑む。パワーアップしたマーク2の戦力でトニーたちを圧倒するが、2人の連携攻撃の前に倒された。しかし最後の力を振り絞り、トニーへ「お前の負けだ」と言い遺してマーク2とドローン全機の自爆装置を起動し、大爆発に呑み込まれる最期を遂げる。

## 他のメディア

### テレビシリーズ
アイアンマン（1994年のアニメ）
ブラックラッシュの声優はジェームズ・アヴェリーとドリアン・ヘアウッドが担当した。
アイアンマン ザ・アドベンチャーズ
第5話「知られた素顔」（原題"Whip Lash"では、ウィップラッシュの声優はピーター・ケラミスが担当した。
アベンジャーズ 地球最強のヒーロー
ウィップラッシュは女性キャラクターとして登場。

### テレビゲーム
- ゲーム版アイアンマンで、ブラックラッシュはザック・マガウアンによる吹き替えで登場する。